# Chrysolina arctica
Chrysolina arctica es un coleóptero de la familia Chrysomelidae.
Fue descrita científicamente en 1980 por Medvedev in Medvedev & Korotyaev.